# Mitja Gasparini
Mitja Gasparini, slovenski odbojkar, * 26. junij 1984, Izola.
Gasparini je član slovenske moške odbojkarske reprezentance. 

## Kariera
Klubska kariera
Mitja Gasparini je svojo profesionalno odbojkarsko pot začel v sezoni 2005- 2006 v vrstah ACH Volleya, za slovenske prvake je igral 4 leta. V tem času je z ekipo osvojil 4 naslove državnega prvaka, 3 naslove pokalnih prvakov, dvakrat se je povzpel na vrh v pokalu MEVZA ter v svoji prvi sezoni osvojil tudi pokal Top Teams.
V sezoni 2009-2010 se je iz Slovenije preselil v Grčijo in začel tam igrati za solunski klub Iraklis. Za tem je odšel iz Grčije in se preselil k poljskemu prvoligašu Sportowy Jastrzêbski Węgiel. 
V letu 2011-2012 je igral v italijanski seriji A1 za klub Blu Volley Verona. Nato se za eno sezono preselil v Južno Korejo k ekipi Hyundai Skywalkers, za tem pa se zopet vrnil v Verono, kjer je igral še naslednji dve sezoni. 
Iz Italije je po dveh sezonah odšel v Francijo in nosil dres Paris Volley-a v francoski prvi ligi, kjer so osvojili francosko prvenstvo.  Za tem pa se vrnil nazaj v Južno Korejo kjer je igral za Korean Air Jumbos. 
V zadnji sezoni pred izbruhom korona virusa je igral na Japonskem pri ekipi Wolfdogs Nagoya. 
Po 11 letih pa se vrača v Slovenijo, kjer je podpisal za kamniški klub Calcit Volley. 
Reprezentančna kariera
Za Slovensko reprezentanco je Gasparini začel igrati leta 2005. Leta 2011 je z njo osvojil bronasto odličje v evropski ligi, ki je potekalo na Slovaškem, prvo zmago pa so Slovenci zabeležili leta 2015 v evropski ligi. 
Leta 2015 so naši odbojkarji pod vodstvom Andree Gianija osvojili srebrno medaljo na evropskem prvenstvu leta 2015  v Bolgariji in Italiji, Gasparini pa je z reprezentanco prišel tudi v svetovno ligo in se s soigralci že leta 2016 veselil zlate medalje ter uvrstitve v drugo kakovostno skupino. V njej je naša izbrana vrsta slavila že v naslednji sezoni ter si priigrala uvrstitev v prvi kakovostni razred, a je mednarodna zveza (FIVB) tekmovanje ukinila in ustanovila Volleyball Nations League (VNL), v kateri Slovenija ni dobila mesta.
Leta 2018 so naši odbojkarji prvič nastopili na svetovnem prvenstvu in osvojili 12. mesto, leta 2019 pa so se skozi pokal Challenger uvrstili v VNL, med odbojkarsko elito.
Leto 2019 je prineslo tudi nov izjemen uspeh, srebrno odličje na domačem evropskem prvenstvu, ki ga je Slovenija gostila skupaj s Francijo, Belgijo in Nizozemsko.